# Zahnfee auf Bewährung
Zahnfee auf Bewährung ist eine Fantasykomödie mit Dwayne Johnson als Hauptdarsteller, Ashley Judd, und Julie Andrews. Er wurde von Walden Media produziert und von 20th Century Fox am 22. Januar 2010 veröffentlicht. Er wurde in Vancouver, British Columbia gefilmt. Der Film startete am 18. März 2010 in den deutschen Kinos.

## Handlung
Derek Thompson ist Profi-Eishockeyspieler. Seine besten Zeiten liegen jedoch hinter ihm: Meistens sitzt er auf der Bank und wenn er dann mal aufs Feld gelassen wird, dann eher als eine Art Maskottchen. Denn Derek schlägt seinen Gegnern gerne mal einen Zahn aus – seinen Spitznamen „Zahnfee“ hat er sich deshalb redlich verdient. An die Zahnfee glaubt er aber trotzdem nicht – und als er der kleinen Tochter seiner Freundin Carly diese Wahrheit aufdrücken will, kassiert er prompt die Rechnung: Unter seinem Kopfkissen findet er eine Vorladung ins Feenreich. Als Strafe für seine mutwillige Zerstörung kindlicher Phantasiegebilde verdonnert ihn die Oberfee Lily zu zwei Wochen Strafarbeit: natürlich als Zahnfee.

## Kritik
Die Kritik von vielen Internetportalen scheint recht mittelmäßig bis schlecht auszufallen, so schrieb das Internetportal filmstarts.de, „Und am Schluss? Da geht man aus dem Kino und ärgert sich über diese schlappe Vorstellung.“
Weiterhin wird kritisiert, dass das Autorenteam aus fünf Mitgliedern besteht, und dass Michael Lembeck fast schon aufdringlich versucht die Botschaft „Glaube an dich!“ zu vermitteln.

## Sonstiges
Das Budget für diesen Film betrug 48 Millionen US-Dollar. Das Einspielergebnis weltweit betrug rund 112 Millionen US-Dollar.

## Fortsetzung
2012 wurde mit Zahnfee auf Bewährung 2 eine Fortsetzung direkt für den DVD-Markt produziert. Die Hauptrolle übernahm Larry the Cable Guy.